# Château du Mirail (Toulouse)
Pour les articles homonymes, voir Château du Mirail et Le Mirail.
Le château du Mirail est un château situé à Toulouse, en France. Il se trouve au cœur du campus de l'université Toulouse-Jean-Jaurès, 3 impasse du Recteur-Paul-Lapie, dans le quartier du Mirail, auquel il a donné son nom.

## Situation et accès

### Situation
Le château du Mirail se situe au cœur du campus du Mirail de l'université Toulouse-Jean-Jaurès, 3 impasse du Recteur-Paul-Lapie. Il se trouve dans le secteur de Mirail-Université, un des trois secteurs de la zone d'urbanisation prioritaire du Mirail, dans le quartier no 17 Mirail-Université / Reynerie / Bellefontaine.

### Accès
La station de métro la plus proche est la station Mirail - Université, sur la ligne de métro A. Près de la station se trouvent également, le long de l'avenue de Tabar, les arrêts de la ligne de Linéo L14. Enfin, à l'ouest, l'avenue Louis-Bazerque est parcourue et desservie par la ligne de Linéo L14, ainsi que les lignes de bus 18 et 87.
Les stations de vélos en libre-service VélôToulouse les plus proches sont les stations no 220 (3 rue de l'Université-du-Mirail) et no 273 (rond-point Louis-Izar).

## Histoire

### Un domaine agricole
En 1478, Jean de Forges, licencié en droit habitant la rue du Pont-Vieux (partie de l'actuelle rue Peyrolières), possède une ferme et un domaine agricole sur le terroir de l'Ardenne, dans le gardiage de la ville de Toulouse. À la fin du XVe siècle, il passe à Guillaume de Cosmans, surnommé lo Miralh, un bourgeois qui tient en ville une hôtellerie à l'enseigne du Miroir (lo miralh en occitan).
En 1571, le domaine, qui est passé à son fils Antoine de Cosmans, comprend une ferme, un jardin, des vignes, des bois, des prés et un canal, pour une superficie de 40 hectares environ. C'est l'un de ses trois fils, Antoine-Pierre de Cosmans, qui hérite du domaine, mais, en 1589, il est passé à Antoine d'Espie, bourgeois et capitoul en 1586-1587, puis à l'un de ses fils, Pierre d'Espie, qui le cède presque immédiatement à son frère, François d'Espie, bourgeois et capitoul en 1619-1620, puis en 1620-1621. Justement, en 1620, sa fille, Françoise d'Espie, épouse vers 1645 Denis de Mondran, avocat au parlement et contrôleur général du Languedoc, auquel elle apporte en dot le domaine du Mirail.
Denis de Mondran et Françoise d'Espie ont huit enfants, dont Jean-François de Mondran, docteur en droit, avocat, grand voyer et trésorier général de France pour la généralité de Toulouse. Le domaine passe ensuite à son fils, Guillaume de Mondran, qui hérite du domaine du Mirail et des charges de son père. C'est donc à Jean-François ou à Guillaume de Mondran qu'il faut attribuer la construction du château actuel, entre 1645 et 1680. Guillaume de Mondran, qui est également membre de l'académie des beaux-arts et de la société des Lanternistes, entretient son vaste domaine, vaste de 52 hectares, qui comprend un château avec sa chapelle, une métairie, des granges, un grenier, un pigeonnier, un tinal, un chai et un vivier. Entre 1700 et 1720, il fait aménager le parc et une orangerie. Mais en 1740, sans héritier direct, il vend le domaine en viager au noviciat des jésuites pour la somme de 30 000 livres : la moitié de la somme est payée par les religieux, le reste devant être versé annuellement à raison de 500 livres. En 1742, après seulement deux ans, Guillaume de Mondran meurt.
En 1763, les Jésuites sont bannis du royaume de France et, en 1765, le domaine du Mirail est mis en vente. Il est acquis, pour le prix de 41 750 livres par M. Veyres, puis revendu à Henri de Melier. En 1777, M. de Saint-Quentin l'achète et réhabilite le parc en créant le petit bassin, l'escalier principal et un long canal.
Pendant la Révolution française, alors que, le 7 mars 1793, la République déclare la guerre à l'Espagne, portant la guerre sur les Pyrénées, le domaine du Mirail devient un grand camp militaire. Il est placé sous le commandement du général Jean-Girard Lacuée. C'est là que sont regroupées les volontaires et les recrues militaires afin d'être entraînées au combat avant de rejoindre l'armée des Pyrénées orientales et l'armée des Pyrénées occidentales.
En 1829, le domaine du Mirail appartient à Gabrielle-Julienne Sabatier, puis à sa fille, Marguerite-Rose Ardène. En 1868, il est acheté par Jules de Lapersonne, négociant toulousain propriétaire des grands magasins du même nom, les Galeries Lapersonne (actuel no 15 place Étienne-Esquirol). En 1912, le château est racheté par Eugénie de Roucoule, épouse de Jacques Marie Germain Ningres, un riche marchand drapier qui a son magasin dans la rue des Marchands (actuel no 26) et habite l'hôtel de Nupces (actuel no 15 rue de la Bourse).

### Le retour des Jésuites et Notre-Dame du Mirail
En 1942, Eugénie de Roucoule, militante catholique fervente, cède par testament le château à sa belle-sœur pour qu'elle l'offre elle-même aux Jésuites, à la condition qu'ils y ouvrent une « maison de retraite », sur le modèle de la maison qu'ils possédaient à la Bastiolle, à Montauban. Cependant, à partir de novembre 1942, à la suite de l'invasion de la zone non-occupée, le château est réquisitionné par la Wehrmacht.
En 1946, les jésuites prennent possession du château du Mirail, quoique Pierre de Roucoule soit toujours vivant. En 1947, ils créent une école agricole qui donne à une quarantaine d'élèves des cours préparatoires à l'école d'agriculture de Purpan (actuelle école d'ingénieurs de Purpan, no 75 voie du TOEC), qu'ils avaient fondée en 1919. Ils développent le domaine agricole et créent des cressonnières sur la partie basse du domaine. Enfin, en 1955, à la suite de la fermeture de la maison de retraite de la Bastiolle, le château est réaménagé afin d'accueillir les retraitants qui viennent faire une retraite spirituelle à Notre-Dame du Mirail. En 1964, à la mort de Pierre de Roucoule, les jésuites deviennent propriétaires du Mirail.

### Le château de l'université
Parallèlement, depuis 1961, la mairie de Toulouse et son nouveau maire, Louis Bazerque, portent un ambitieux projet d'aménagement urbain : la création d'une « ville nouvelle » au sud-ouest de la ville de Toulouse, sur les terrains agricoles qui appartiennent en partie à la commune. Le projet de la zone à urbaniser en priorité (ZUP) du Mirail est confié à une équipe d'architectes, Georges Candilis, Alexis Josic et Shadrach Woods. En 1964 est évoquée la construction de nouveaux bâtiments, destinés à accueillir la faculté de lettres de l'université de Toulouse, qui est à l'étroit dans les vieux bâtiments du centre-ville (actuelle université Toulouse-Capitole, no 4 rue Albert-Lautman). Aussi, la mairie lance des négociations pour acheter le domaine du Mirail et les jésuites, expropriés, ouvrent une nouvelle maison de retraite à Vieille-Toulouse, Notre-Dame des Coteaux (actuel no 1 chemin de Notre-Dame-des-Coteaux).
La mairie constitue ainsi une réserve foncière d'une quarantaine d'hectares, autour du château du Mirail, pour le compte du rectorat. En 1967, elle rétrocède le château à la nouvelle université du Mirail, née de la séparation des différentes facultés de l'université. Entre 1970 et 1972, les bâtiments de l'université sont élevés sur la terrasse inférieure, en contrebas du château. Celui-ci est dévolu aux services administratifs, et compte un logement pour le secrétaire général de l'université. En 1980, deux salles du rez-de-chaussée sont décorées par l'artiste toulousaine Reine Benzaquen.
En 2010, les bâtiments de l'université du Mirail construits par l'équipe de Candilis sont jugés vétustes. Le choix est fait d'une vaste opération de démolition-reconstruction. C'est dans ce cadre que le bâtiment de l'unité de formation et de recherche (UFR) d'Histoire est dévolu à l'administration et à la présidence de l'université, qui abandonne le château du Mirail. Celui-ci abrite désormais le Laboratoire de recherche en architecture (LRA), une unité de recherche (UR) de l'École nationale supérieure d'architecture de Toulouse (actuel no 83 rue Aristide-Maillol).

## Description

### Château

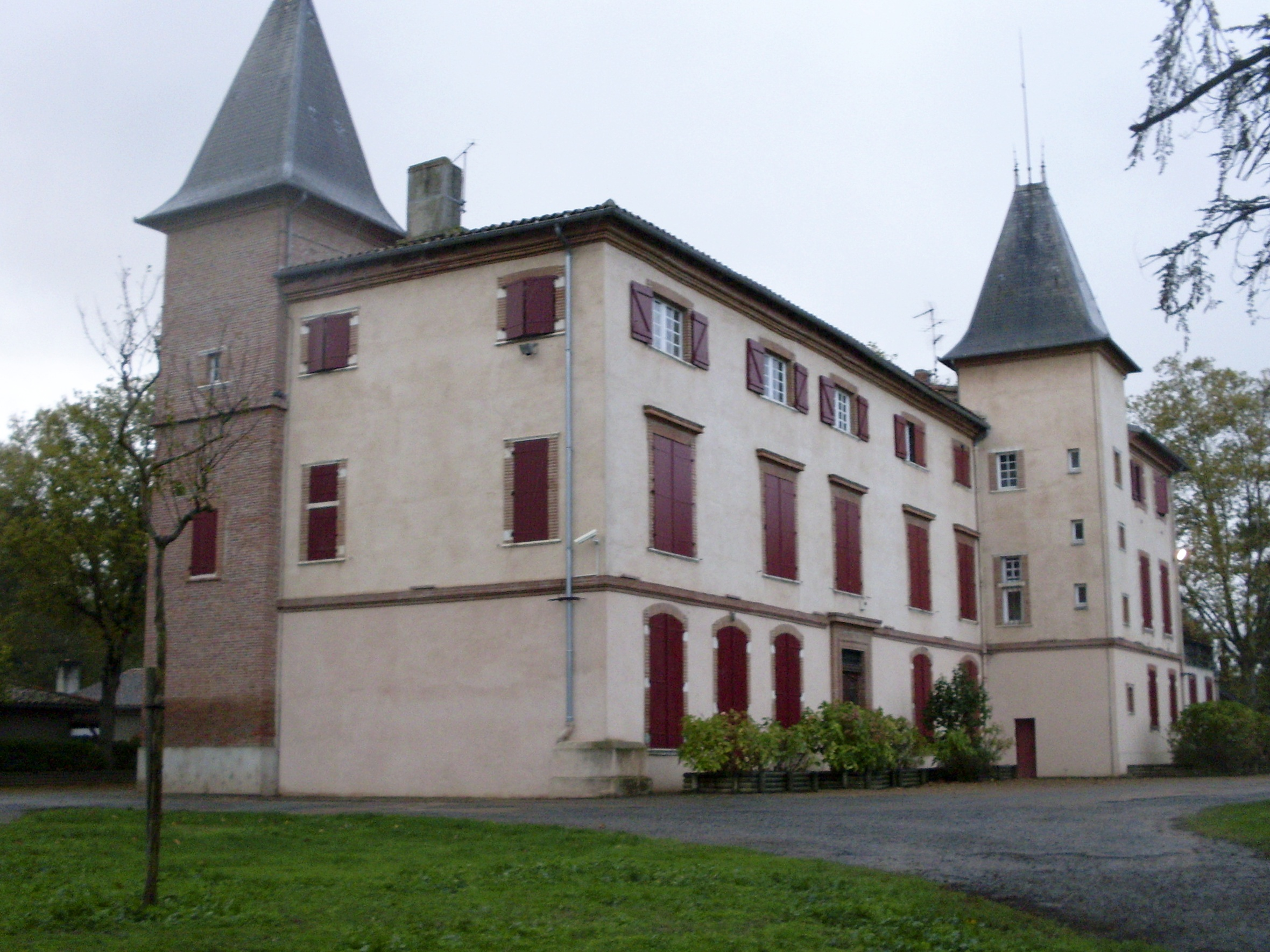
Le château du Mirail.

Le château, construit dans la deuxième moitié du XVIIe siècle, puis largement remanié dans la deuxième moitié du siècle suivant, est représentatif de l'architecture classique des châteaux toulousains. Il possède un plan en L, flanqué par deux tours carrées, et est bâti en brique.
Le corps de bâtiment principal s'élève sur deux étages décroissants. Au rez-de-chaussée, les fenêtres sont segmentaires. Sur le côté nord, la porte, qui s'ouvre dans la travée centrale, est rectangulaire et surmontée d'une corniche. Sur le côté sud, la porte, également rectangulaire et surmontée d'une corniche, est ornée d'une agrafe en pierre sculptée d'une tête de lion. Aux étages, les fenêtres sont rectangulaires et, au 1er étage, surmontées d'une corniche. Le corps de bâtiment latéral, à l'ouest, s'élève également sur deux étages décroissants. Le rez-de-chaussée est séparé des étages supérieurs par un cordon mouluré. Les fenêtres sont rectangulaires et ont des chambranles à crossettes qui descendent un peu sous l'appui. Sur la façade latérale est adossée une construction en rez-de-chaussée. Elle est couverte par un toit-terrasse mis en valeur par une balustrade. Les élévations sont couronnées par une large corniche moulurée.
La tour nord-ouest, qui s'inscrit dans l'angle intérieur du bâtiment, se développe sur trois étages et un étage de combles. Elle est percée de petites ouvertures rectangulaires et d'une demi-croisée divisée par une traverse en pierre, sculptée de fleurs. La deuxième tour, adossée à l'angle sud-est du bâtiment, est éclairée par des fenêtres rectangulaires sur trois niveaux.

### Parc
Le parc du château occupe une superficie de plus de 72 000 m2. Il profite de son emplacement, en bordure de la terrasse supérieure de la Garonne, qui domine de 7 mètres la terrasse inférieure. Un escalier tournant à trois volées permet de relier les deux parties du parc. Dans une niche se trouve une fontaine, alimentée par une source.

### Pigeonnier

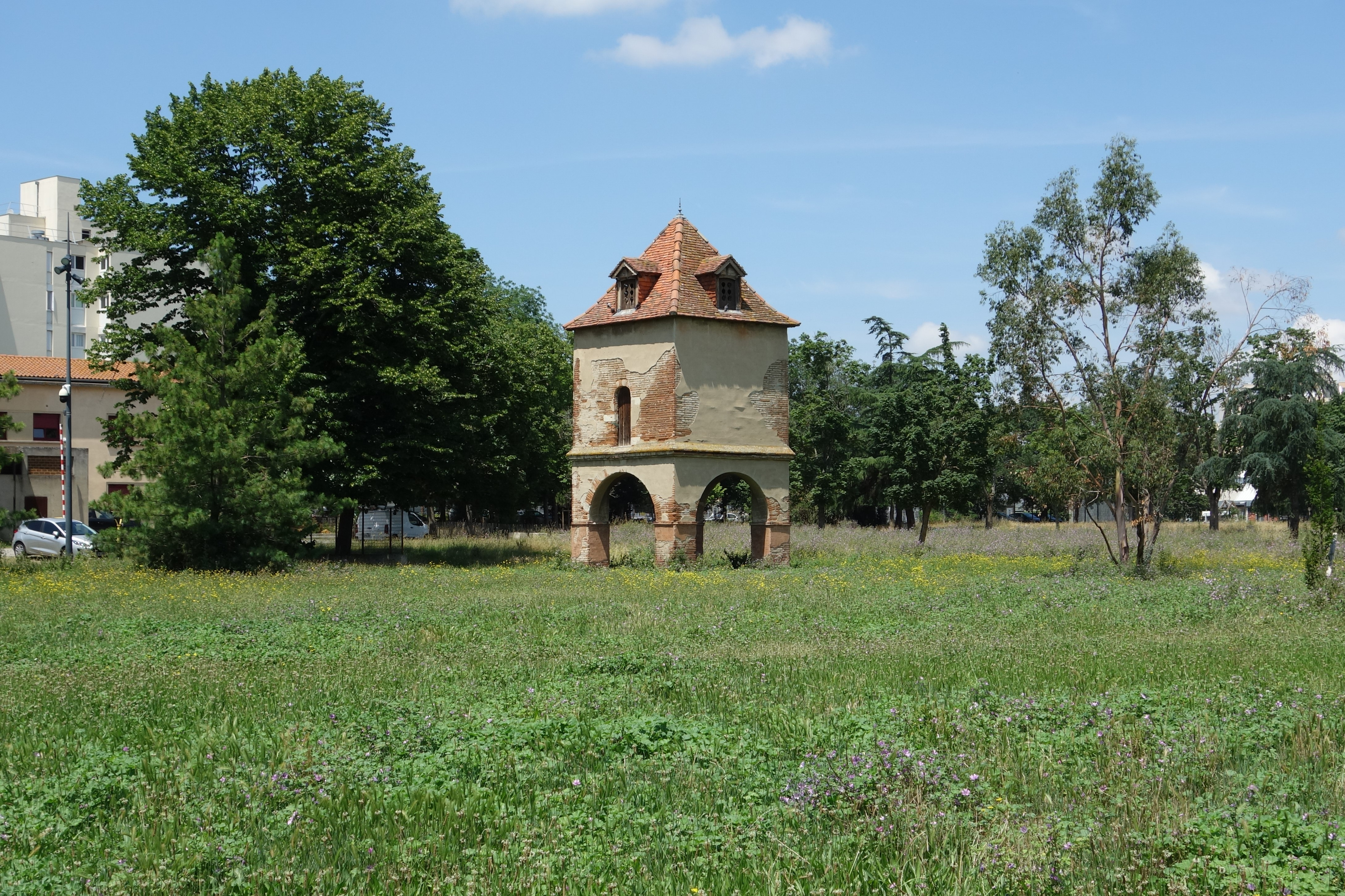
Le pigeonnier du XVIIIe siècle.

Le pigeonnier est construit dans la première moitié du XVIIIe siècle, probablement lors des aménagements réalisés par Guillaume de Mondran. Il est rénové en 2000.
Il s'élève au milieu du parc, à environ 90 mètres au nord du château. Bâti en brique, de plan carré, il repose sur quatre piliers carrés reliés par quatre arcades voûtées en plein cintre. L'étage, séparé par un large cordon mouluré qui empêche l'accès de la caisse aux rongeurs et aux animaux nuisibles, est percé d'une simple porte du côté sud, également voûtée en plein cintre. À l'intérieur, la caisse, enduite, comporte les clous qui tenaient les paniers en osier qui servaient de boulins. Le bâtiment est coiffé par un toit à quatre pans couvert de tuiles plates. Les deux lucarnes permettent l'entrée des pigeons.
Il est inscrit au titre des Monuments historiques en 1994.